# Penitência
Penitência ou pendença são atos como: jejuns, orações, esmolas, vigílias, peregrinações que os fiéis — ou a alguns tipos de religião — oferecem a Deus como provas de que estão arrependidos dos seus pecados; praticados dentre os diversos ramos do cristianismo — de diferentes formas — com a finalidade de expiação dos pecados; tendo o significado de um sacrifício pessoal do fiel, pagando um pecado cometido, ou agradecendo uma graça recebida.
A penitência pode assumir variadas formas, nomeadamente a reparação proporcional do mal feito, a perseverança em orações e na prática das boas obras, a leitura e a meditação de passagens da Bíblia, a vigília, a autoflagelação, o jejum e a esmola.

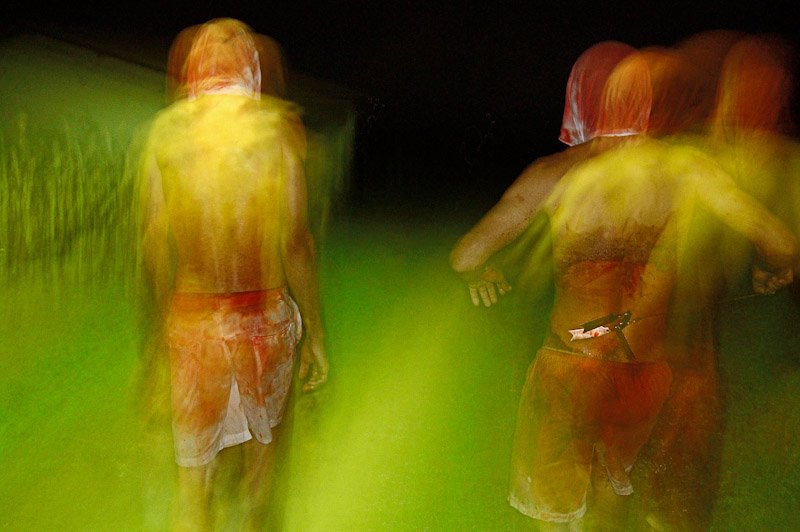
Ritual de autoflagelação, Sergipe, 2007. Foto Guy Veloso

A penitência pode ser definida durante a confissão que é o sacramento pelo qual o fiel se reconcilia com Deus, obtendo o perdão pelos seus pecados. Primeiro ele deve fazer um exame de consciência, arrepender-se, e depois confessar-se. No caso da Igreja Católica a confissão é feita a um padre, que recebeu de Deus a capacidade de absolver pecados; por fim, cumprir a penitência que lhe é dada, assumindo o propósito de não mais pecar.